# Morti il 30 agosto
| Questa pagina contiene informazioni ricavate automaticamente dalle voci biografiche con l'ausilio del template Bio e di un bot. L'aggiornamento è periodico e automatico e ricostruisce completamente la pagina. Se manca una persona in questa lista, sei pregato di non aggiungerla, ma accertati piuttosto che la sua voce biografica contenga il template Bio e che i dati anagrafici siano correttamente compilati. Se il template Bio manca, inseriscilo tu stesso o, in alternativa, metti l'avviso {{tmp\|Bio}} che ne segnala la mancanza. Se i dati riportati sono sbagliati, correggi direttamente la voce biografica; le modifiche saranno visibili in questa lista entro pochi giorni. Per chiarimenti vedi il progetto biografie. La lista contiene solo le 471 persone che sono citate nell'enciclopedia e per le quali è stato implementato correttamente il template Bio. Pagina aggiornata al 17 ago 2025. |

## VI secolo(1)
- 526 - Teodorico, sovrano ostrogoto (n. 454)

## IX secolo(1)
- 832 - Feologild, abate e arcivescovo inglese

## XI secolo(2)
- 1026 - Bononio di Lucedio, abate italiano
- 1052 - San Pietro l'eremita

## XII secolo(1)
- 1181 - Papa Alessandro III, papa e cardinale italiano

## XIII secolo(3)
- 1214 - Pietro Capuano, cardinale e teologo italiano
- 1267 - Giovanni d'Auxonne, conte (n. 1190)
- 1296 - Pietro di Aragona, principe (n. 1275)

## XIV secolo(4)
- 1316 - Giovanni Pipino da Barletta, notaio e condottiero italiano
- 1329 - Khutughtu Khan, imperatore cinese (n. 1300)
- 1344 - Ottone di Brunswick-Lüneburg, nobile (n. 1292)
- 1362 - Guglielmo da Pastrengo, politico e scrittore italiano (n. 1290)

## XV secolo(6)
- 1412 - Giampietro de Proti, politico italiano
- 1428 - Shōkō, imperatore giapponese (n. 1401)
- 1435 - Paolo di Santa María, rabbino, teologo e vescovo cattolico spagnolo
- 1475 - Roberto Valturio, storico italiano (n. 1405)
- 1482 - Luigi di Borbone, vescovo cattolico francese (n. 1438)
- 1483 - Luigi XI di Francia, re francese (n. 1423)

## XVI secolo(14)
- 1505 - Elisabetta d'Asburgo, regina (n. 1436)
- 1505 - Tito Vespasiano Strozzi, poeta italiano (n. 1424)
- 1518 - Filippo Beroaldo il Giovane, umanista e bibliotecario italiano (n. 1472)
- 1521 - Pier Maria Scotti, nobile e avventuriero italiano
- 1531 - Diego Hurtado de Mendoza, nobile spagnolo (n. 1461)
- 1549 - Fra Damiano da Bergamo, intarsiatore e religioso italiano
- 1553 - Shimazu Sanehisa, militare giapponese (n. 1512)
- 1564 - Sabina di Baviera, nobile (n. 1492)
- 1564 - Giovanna III di Cardona, nobile spagnola (n. 1499)
- 1580 - Emanuele Filiberto di Savoia, sovrano e generale italiano (n. 1528)
- 1585 - Andrea Gabrieli, compositore e organista italiano
- 1585 - Giberto IV Sanvitale, nobile italiano (n. 1527)
- 1588 - Margherita Ward, inglese
- 1591 - Girolamo Lippomano, ambasciatore italiano (n. 1538)

## XVII secolo(13)
- 1604 - Giovanni Giovenale Ancina, vescovo cattolico e compositore italiano (n. 1545)
- 1619 - Shimazu Yoshihiro, militare giapponese (n. 1535)
- 1624 - Napoleone Comitoli, vescovo cattolico italiano (n. 1548)
- 1625 - Anna di Prussia, nobile tedesca (n. 1576)
- 1633 - Maddalena di Jülich-Kleve-Berg, principessa (n. 1553)
- 1637 - Laudivio Zacchia, cardinale e vescovo cattolico italiano (n. 1565)
- 1640 - Thomas Hamilton, II conte di Haddington, nobile scozzese (n. 1600)
- 1648 - Maria Roccaforte, religiosa italiana (n. 1597)
- 1649 - Johann Vesling, anatomista e botanico tedesco (n. 1598)
- 1659 - Dara Shikoh, principe e scrittore indiano (n. 1615)
- 1666 - Benedikt Carpzov, giurista e avvocato tedesco (n. 1595)
- 1669 - Gaudenzio Brunacci, medico e letterato italiano (n. 1631)
- 1694 - Louis de Crevant, duca di Humières, generale francese (n. 1628)

## XVIII secolo(17)
- 1706 - Pietro Micca, militare e operaio italiano (n. 1677)
- 1711 - Pieter Spierinckx, pittore fiammingo (n. 1635)
- 1726 - Eleonora Guglielmina di Anhalt-Köthen, nobile tedesco (n. 1696)
- 1733 - Jean-François-Paul Le Fèvre de Caumartin, vescovo cattolico francese (n. 1668)
- 1744 - Gaspar de Molina y Oviedo, cardinale e vescovo cattolico spagnolo (n. 1679)
- 1751 - Christopher Polhem, scienziato e inventore svedese (n. 1661)
- 1757 - Giuseppe Pascaletti, pittore italiano (n. 1699)
- 1760 - Maria Gabriella Eleonora di Borbone, badessa francese (n. 1690)
- 1761 - Joseph Dominick von Lamberg, cardinale e vescovo cattolico austriaco (n. 1680)
- 1765 - Friedrich Wilhelm von Haugwitz, politico austriaco (n. 1702)
- 1766 - Panfilo Antonio Mazzara, vescovo cattolico italiano (n. 1701)
- 1767 - Aleksandr Borisovič Buturlin, nobile e ufficiale russo (n. 1694)
- 1770 - Jean-Baptiste de Brancas, arcivescovo cattolico francese (n. 1693)
- 1771 - Carlo Giuseppe Solaro di Govone, politico e generale italiano
- 1773 - Niccolò Nasoni, pittore e architetto italiano (n. 1691)
- 1775 - George Faulkner, editore irlandese (n. 1699)
- 1782 - Joseph Pellerin, numismatico francese (n. 1684)

## XIX secolo(48)
- 1802 - Francesco Cilocco, notaio e rivoluzionario italiano (n. 1769)
- 1809 - Ignacy Potocki, filosofo polacco (n. 1750)
- 1810 - Johann Philipp von Cobenzl, politico e diplomatico austriaco (n. 1741)
- 1810 - Baldassarre Odescalchi, III principe Odescalchi, nobile italiano (n. 1748)
- 1811 - Michel Ordener, generale francese (n. 1755)
- 1812 - Gabriel-Marie Legouvé, drammaturgo francese (n. 1764)
- 1812 - George Mathews, politico, generale e agente segreto statunitense (n. 1739)
- 1817 - Léon Matthieu Cochereau, pittore francese (n. 1793)
- 1823 - Pierre Prévost, pittore francese (n. 1764)
- 1825 - Johann Aloys Josef von Hügel, diplomatico e politico austriaco (n. 1753)
- 1825 - Enrico XV di Reuss zu Plauen, nobile (n. 1751)
- 1831 - Maximus Givaid, patriarca cattolico egiziano (n. 1778)
- 1831 - Luisa di Sassonia-Gotha-Altenburg, duchessa (n. 1800)
- 1835 - Filippo Magawly Cerati, politico irlandese (n. 1787)
- 1835 - William Barry Taylor, politico statunitense (n. 1784)
- 1841 - Luis Eduardo Pérez, politico uruguaiano (n. 1774)
- 1844 - Francis Baily, astronomo britannico (n. 1774)
- 1848 - Nicola Cianfanelli, pittore italiano (n. 1793)
- 1848 - Michele Foderà, fisiologo, biologo e scrittore italiano (n. 1792)
- 1851 - Ahmed Bey, politico ottomano (n. 1784)
- 1853 - David I Dadiani, generale georgiano (n. 1813)
- 1853 - María Rafols Bruna, religiosa spagnola (n. 1791)
- 1855 - Feargus Edward O'Connor, politico irlandese (n. 1794)
- 1856 - Gilbert Abbott à Beckett, scrittore e drammaturgo britannico (n. 1811)
- 1856 - John Ross, esploratore scozzese (n. 1777)
- 1859 - Clemente de Maugny, politico e generale francese (n. 1798)
- 1862 - Charles Bernard Desormes, medico e chimico francese (n. 1771)
- 1862 - Johann Peter Mirer, vescovo cattolico svizzero (n. 1778)
- 1863 - Bocage, attore teatrale francese (n. 1801)
- 1864 - Domenico Savelli, cardinale italiano (n. 1792)
- 1867 - Felice Bisazza, poeta e italianista italiano (n. 1809)
- 1867 - Giuseppe Brida di Lessolo, politico italiano (n. 1820)
- 1868 - Michelina Di Cesare, brigante italiana (n. 1841)
- 1876 - Rudolf von Raumer, filologo e linguista tedesco (n. 1815)
- 1879 - John Bell Hood, generale statunitense (n. 1831)
- 1881 - Domenico Antonio Grillo, nobile, patriota e politico italiano (n. 1801)
- 1881 - Stepan Grigor'evič Širjaev, rivoluzionario russo (n. 1857)
- 1883 - Ángela Peralta, soprano, compositrice e pianista messicana (n. 1845)
- 1883 - Fedele Sutter, arcivescovo cattolico italiano (n. 1796)
- 1884 - Giulio Carcano, politico, scrittore e giornalista italiano (n. 1812)
- 1885 - Émile Egger, grecista, filologo classico e grammatico francese (n. 1813)
- 1886 - Francesco Lacedelli, alpinista italiano (n. 1796)
- 1888 - Johann Peter Grieß, chimico tedesco (n. 1829)
- 1890 - Marianne North, illustratrice e naturalista britannica (n. 1830)
- 1892 - Aman ul-Mulk, principe indiano (n. 1821)
- 1893 - Marie Prescott, attrice teatrale statunitense (n. 1850)
- 1895 - Luigi Galassi, medico italiano (n. 1817)
- 1899 - Gaston Tissandier, chimico, aviatore e editore francese (n. 1843)

## XX secolo(240)
- 1903 - Thomas Pichler, botanico austriaco (n. 1828)
- 1903 - Joe Warbrick, rugbista a 15 neozelandese (n. 1862)
- 1905 - Grgo Martić, presbitero e scrittore bosniaco (n. 1822)
- 1906 - Eugenio Gignous, pittore italiano (n. 1850)
- 1907 - Richard Mansfield, attore statunitense (n. 1857)
- 1907 - John Joseph Williams, arcivescovo cattolico statunitense (n. 1822)
- 1908 - Cesare Alaggia, magistrato e politico italiano (n. 1841)
- 1908 - Giovanni Fattori, pittore e incisore italiano (n. 1825)
- 1908 - Alexander Peter Stewart, militare statunitense (n. 1821)
- 1909 - Yosef Hayyim, rabbino iracheno (n. 1832)
- 1909 - Alphonse Féry d'Esclands, magistrato, sportivo e militare francese (n. 1835)
- 1910 - Nicola Cantalamessa Papotti, scultore italiano (n. 1831)
- 1913 - Ivan Vladimirovič Cvetaev, storico russo (n. 1847)
- 1913 - Paolo Magretti, naturalista, entomologo e esploratore italiano (n. 1854)
- 1914 - Daniel Elmer Salmon, veterinario e chirurgo statunitense (n. 1850)
- 1914 - Robert Merz, calciatore austriaco (n. 1887)
- 1914 - Aleksandr Vasil'evič Samsonov, generale russo (n. 1859)
- 1915 - Paul Armstrong, commediografo, regista e produttore teatrale statunitense (n. 1869)
- 1915 - Antonio Flores Jijón, politico ecuadoriano (n. 1833)
- 1915 - Pascual Orozco, generale e rivoluzionario messicano (n. 1882)
- 1915 - Edwin R. Phillips, attore e regista statunitense (n. 1872)
- 1915 - Edmond de la Poer, I conte de la Poer, politico britannico (n. 1841)
- 1916 - Konstantin Žostov, generale bulgaro (n. 1867)
- 1917 - Giulio Bechi, ufficiale e scrittore italiano (n. 1870)
- 1917 - Giorgio Natale Gherlinzoni, militare italiano (n. 1887)
- 1917 - Alan Leo, astrologo e teosofo britannico (n. 1860)
- 1917 - Corrado Mazzoni, militare italiano (n. 1892)
- 1918 - James Donald Cameron, politico statunitense (n. 1833)
- 1918 - Albert Loefgren, botanico svedese (n. 1854)
- 1918 - Moisej Solomonovič Urickij, politico e rivoluzionario russo (n. 1873)
- 1919 - Giuliano Corniani, ingegnere e politico italiano (n. 1854)
- 1921 - Giovanni Amici, avvocato e politico italiano (n. 1860)
- 1922 - William Edward de Winton, zoologo britannico (n. 1856)
- 1923 - Lorenzo Borri, medico italiano (n. 1864)
- 1923 - Horace Farquhar, I conte Farquhar, politico inglese (n. 1844)
- 1923 - Nancy Green, modella, cuoca e attivista statunitense (n. 1834)
- 1923 - Cesare Zocchi Collani, cantante e attore italiano (n. 1883)
- 1924 - Waldemar Jungner, inventore e ingegnere svedese (n. 1869)
- 1924 - Lucio Mariani, archeologo italiano (n. 1865)
- 1925 - Joseph Silbernik, esperantista e compositore statunitense (n. 1850)
- 1926 - Eddie Lyons, attore, regista e sceneggiatore statunitense (n. 1886)
- 1926 - Yasushi Nawa, entomologo giapponese (n. 1857)
- 1928 - Robert Reinert, regista e sceneggiatore austriaco (n. 1872)
- 1928 - Franz von Stuck, pittore, scultore e illustratore tedesco (n. 1863)
- 1928 - Wilhelm Wien, fisico tedesco (n. 1864)
- 1929 - Ivo Vojnović, scrittore dalmata (n. 1857)
- 1930 - Zo d'Axa, avventuriero e giornalista francese (n. 1864)
- 1932 - Willem Marinus van Rossum, cardinale e arcivescovo cattolico olandese (n. 1854)
- 1932 - Domizio Torrigiani, avvocato italiano (n. 1876)
- 1933 - Giberto Arrivabene Valenti Gonzaga, militare e politico italiano (n. 1872)
- 1933 - Ada Leverson, scrittrice inglese (n. 1862)
- 1933 - Rex McDougall, attore britannico (n. 1878)
- 1934 - Camillo Antona Traversi, commediografo, drammaturgo e librettista italiano (n. 1857)
- 1934 - Charles Dillingham, produttore teatrale statunitense (n. 1868)
- 1935 - Henri Barbusse, scrittore e giornalista francese (n. 1873)
- 1935 - Namik Ismail, pittore turco (n. 1890)
- 1936 - René François Gautier, politico francese (n. 1851)
- 1936 - Manuel Medina Olmos, vescovo cattolico spagnolo (n. 1869)
- 1936 - Diego Ventaja Milán, vescovo cattolico spagnolo (n. 1880)
- 1937 - Gaetano Bisleti, cardinale italiano (n. 1856)
- 1937 - Gaetano Dall'Oro, militare italiano (n. 1913)
- 1937 - Edgardo Feletti, militare italiano (n. 1891)
- 1937 - Howard Hayes, mezzofondista e velocista statunitense (n. 1877)
- 1937 - Panas Ljubčenko, politico sovietico (n. 1897)
- 1937 - Adele Sandrock, attrice tedesca (n. 1863)
- 1938 - Oscar Dessomville, canottiere belga (n. 1876)
- 1938 - Friedrich Opel, imprenditore e ciclista su strada tedesco (n. 1875)
- 1938 - James Sylvester Scott, compositore statunitense (n. 1886)
- 1938 - Waldemar Young, sceneggiatore statunitense (n. 1878)
- 1939 - Hans Kundt, generale tedesco (n. 1869)
- 1940 - Joseph John Thomson, fisico britannico (n. 1856)
- 1941 - Marie von Buelow, attrice austriaca (n. 1857)
- 1941 - Friedrich Hendrix, velocista tedesco (n. 1911)
- 1941 - Peder Oluf Pedersen, ingegnere e fisico danese (n. 1874)
- 1942 - Martin Kirschner, chirurgo tedesco (n. 1879)
- 1942 - Georges Schwob d'Héricourt, imprenditore francese (n. 1864)
- 1942 - Hugo von Steiner, violista e compositore austriaco (n. 1862)
- 1942 - Miguel White, ostacolista filippino (n. 1909)
- 1943 - Werner von Bülow, militare tedesco (n. 1898)
- 1943 - Eustáquio van Lieshout, presbitero olandese (n. 1890)
- 1943 - Eddy de Neve, calciatore olandese (n. 1882)
- 1943 - Jean Nicoli, partigiano francese (n. 1899)
- 1944 - Vittorio Malpassuti, scrittore, poeta e giornalista italiano (n. 1899)
- 1944 - Georges Montandon, antropologo svizzero (n. 1879)
- 1944 - Georg Sattler, militare e aviatore tedesco (n. 1917)
- 1944 - Carl-Heinrich von Stülpnagel, generale tedesco (n. 1886)
- 1945 - Abel Faivre, pittore, litografo e illustratore francese (n. 1867)
- 1945 - Alfréd Schaffer, calciatore e allenatore di calcio ungherese (n. 1893)
- 1946 - Gino Piva, sindacalista, politico e giornalista italiano (n. 1873)
- 1946 - Konstantin Vladimirovič Rodzaevskij, politico russo (n. 1907)
- 1946 - Grigorij Michajlovič Semënov, generale russo (n. 1890)
- 1947 - Per-Olof Arvidsson, tiratore a segno svedese (n. 1864)
- 1948 - Kristine Bonnevie, biologa norvegese (n. 1872)
- 1949 - Arthur J. Jefferson, attore teatrale e regista teatrale britannico (n. 1862)
- 1949 - Hans Kindler, violoncellista e direttore d'orchestra olandese (n. 1892)
- 1949 - Sevasti Qiriazi, attivista, insegnante e missionaria albanese (n. 1871)
- 1951 - Fritz Oswald Bilse, scrittore e drammaturgo tedesco (n. 1878)
- 1951 - Alfred Ebermann, alpinista austriaco (n. 1908)
- 1951 - Einar Hansen, calciatore norvegese (n. 1892)
- 1951 - Ivan Nikolaevič Pavlov, pittore e incisore russo (n. 1872)
- 1951 - William Richmond Chase, cestista statunitense (n. 1867)
- 1951 - Samuel Sharman, tiratore a segno statunitense (n. 1879)
- 1952 - Maurizio Lazzaro de Castiglioni, generale italiano (n. 1888)
- 1953 - Emmanuel Gambardella, giornalista e dirigente sportivo francese (n. 1888)
- 1953 - Gaetano Merola, direttore d'orchestra e pianista italiano (n. 1881)
- 1954 - Alfredo Ildefonso Schuster, cardinale, arcivescovo cattolico e abate italiano (n. 1880)
- 1956 - Alessandro Coppi, avvocato e politico italiano (n. 1894)
- 1956 - Walter Warzecha, ammiraglio tedesco (n. 1891)
- 1957 - Harold Charles Gatty, aviatore e scrittore australiano (n. 1903)
- 1957 - Josep Lluís Facerías, anarchico e guerrigliero spagnolo (n. 1920)
- 1957 - Otto Suhr, politico tedesco (n. 1894)
- 1958 - Gerd Strantzen, hockeista su prato tedesco (n. 1897)
- 1959 - David Oliver Cauldwell, sessuologo statunitense (n. 1897)
- 1959 - Ed Elisian, pilota automobilistico statunitense (n. 1926)
- 1960 - Jimmy Slattery, pugile statunitense (n. 1905)
- 1960 - István Szőnyi, pittore ungherese (n. 1894)
- 1961 - Charles Coburn, attore statunitense (n. 1877)
- 1961 - Marian Reeves, attivista britannica (n. 1879)
- 1962 - Paul Bloch, calciatore francese (n. 1897)
- 1962 - Karel Kratz, pallanuotista olandese (n. 1893)
- 1963 - Guy Burgess, agente segreto britannico (n. 1911)
- 1963 - Karol Frycz, pittore, regista e scenografo polacco (n. 1877)
- 1963 - Alessandra di Hannover, nobile (n. 1882)
- 1963 - Eddie Mannix, produttore cinematografico statunitense (n. 1891)
- 1963 - Axel Stordahl, arrangiatore statunitense (n. 1913)
- 1965 - Pauline Garon, attrice canadese (n. 1898)
- 1965 - Otto Müller, pallanuotista austriaco (n. 1910)
- 1965 - Píndaro, calciatore e allenatore di calcio brasiliano (n. 1892)
- 1967 - Richard Eugene Cheney, compositore di scacchi statunitense (n. 1908)
- 1967 - Jean Deyrolle, pittore francese (n. 1911)
- 1967 - Willi Kund, calciatore tedesco (n. 1908)
- 1967 - Marcel Lobelle, ingegnere belga (n. 1893)
- 1967 - Samuel Mosberg, pugile statunitense (n. 1896)
- 1967 - Ad Reinhardt, pittore statunitense (n. 1913)
- 1968 - Luitpold Popp, calciatore tedesco (n. 1893)
- 1968 - Bruno Slawitz, giornalista e musicologo italiano (n. 1907)
- 1968 - William Talman, attore statunitense (n. 1915)
- 1969 - José Samyn, ciclista su strada e pistard belga (n. 1946)
- 1970 - Bruno Franceschini, militare austriaco (n. 1894)
- 1970 - Friedrich Frisius, ammiraglio tedesco (n. 1895)
- 1970 - Nicola Girace, schermidore italiano (n. 1907)
- 1970 - Abraham Zapruder, ucraino (n. 1905)
- 1971 - Louis Armand, ingegnere francese (n. 1905)
- 1971 - Biagio Mercadante, pittore italiano (n. 1892)
- 1972 - Augusto Bertazzoni, arcivescovo cattolico italiano (n. 1876)
- 1972 - Lucien Gamblin, calciatore e giornalista francese (n. 1890)
- 1972 - Clemente Morando, calciatore e allenatore di calcio italiano (n. 1899)
- 1972 - Willy Schwabacher, numismatico tedesco (n. 1897)
- 1973 - Michael Dunn, attore e cantante statunitense (n. 1934)
- 1973 - Robert Défossé, calciatore francese (n. 1909)
- 1973 - Jean Sénac, poeta e drammaturgo francese (n. 1926)
- 1974 - Kenneth Anderson, scrittore indiano (n. 1910)
- 1975 - Gastone Canessa, pittore italiano (n. 1920)
- 1975 - Roberto Cortés, calciatore cileno (n. 1905)
- 1975 - Umberto Zannelli, calciatore italiano (n. 1900)
- 1976 - Fritz Hünenberger, sollevatore svizzero (n. 1897)
- 1976 - Pëtr Kirillovič Koševoj, generale sovietico (n. 1904)
- 1976 - Diego de Sterlich Aliprandi, pilota automobilistico e imprenditore italiano (n. 1898)
- 1977 - Arthur Karlsson, calciatore svedese (n. 1914)
- 1977 - Vladimir Tribuc, ammiraglio sovietico (n. 1900)
- 1977 - Pentti Vuollekoski, cestista finlandese (n. 1916)
- 1978 - Antonio Esposito Ferraioli, sindacalista italiano (n. 1951)
- 1978 - Paulette McDonagh, regista e sceneggiatrice australiana (n. 1901)
- 1978 - Tetsurō Noborisaka, cestista giapponese (n. 1934)
- 1978 - Michail Semičastnyj, calciatore e allenatore di calcio sovietico (n. 1910)
- 1978 - Gertruida Wijsmuller-Meijer, attivista olandese (n. 1896)
- 1978 - Henryk Zygalski, matematico e crittografo polacco (n. 1908)
- 1979 - Jean Seberg, attrice statunitense (n. 1938)
- 1980 - Wanda Capodaglio, attrice italiana (n. 1889)
- 1980 - Franco Enriquez, regista teatrale e regista televisivo italiano (n. 1927)
- 1980 - Firmino Palmieri, fotografo italiano (n. 1939)
- 1981 - Mohammad-Javad Bahonar, teologo e politico iraniano (n. 1933)
- 1981 - Elfriede Paul, medico tedesco (n. 1900)
- 1981 - Mohammad Ali Rajai, politico iraniano (n. 1933)
- 1981 - Vera-Ellen, ballerina e attrice statunitense (n. 1921)
- 1981 - François Seydoux de Clausonne, diplomatico francese (n. 1905)
- 1982 - Eugene Loring, danzatore, coreografo e insegnante statunitense (n. 1911)
- 1982 - Theodor Reimann, calciatore e allenatore di calcio cecoslovacco (n. 1921)
- 1983 - Aleksandr Chanov, attore sovietico (n. 1904)
- 1983 - Ugo Conti, calciatore e allenatore di calcio italiano (n. 1916)
- 1983 - Charles William Goyen, scrittore, curatore editoriale e insegnante statunitense (n. 1915)
- 1983 - Gerhard Storz, pedagogo, politico e scrittore tedesco (n. 1898)
- 1984 - John Aalberg, ingegnere statunitense (n. 1897)
- 1984 - Sawako Ariyoshi, scrittrice, drammaturga e regista teatrale giapponese (n. 1931)
- 1984 - Wesley Lau, attore statunitense (n. 1921)
- 1984 - Ottavio Morgia, calciatore e allenatore di calcio italiano (n. 1920)
- 1984 - Carlo Alberto Quario, calciatore e allenatore di calcio italiano (n. 1913)
- 1985 - Paul Bryar, attore statunitense (n. 1910)
- 1985 - Taylor Caldwell, scrittrice britannica (n. 1900)
- 1985 - Philly Joe Jones, batterista statunitense (n. 1923)
- 1985 - Tatiana Proskouriakoff, archeologa statunitense (n. 1909)
- 1986 - Walter Kutschmann, militare tedesco (n. 1914)
- 1987 - George Mikes, scrittore ungherese (n. 1912)
- 1987 - Jacoba Stelma, ginnasta olandese (n. 1907)
- 1988 - Jack Marshall, politico e avvocato neozelandese (n. 1912)
- 1988 - Elio Libero Quintili, architetto e pittore italiano (n. 1906)
- 1989 - Joe De Santis, attore statunitense (n. 1909)
- 1989 - Arsène Heitz, pittore francese (n. 1908)
- 1989 - Geneviève Morel, attrice francese (n. 1916)
- 1989 - Franco d'Urso, pittore italiano (n. 1900)
- 1990 - Luigi Beccali, mezzofondista italiano (n. 1907)
- 1990 - Adriano Chicco, scacchista, compositore di scacchi e avvocato italiano (n. 1907)
- 1990 - Gustav Gerhart, calciatore austriaco (n. 1922)
- 1990 - Bernard Tellegen, ingegnere olandese (n. 1900)
- 1991 - Joyce Ackroyd, traduttrice e scrittrice australiana (n. 1918)
- 1991 - Jacques Grippa, politico belga (n. 1913)
- 1991 - Cyril Knowles, calciatore e allenatore di calcio inglese (n. 1944)
- 1991 - Adão Nunes Dornelles, calciatore brasiliano (n. 1923)
- 1991 - Jean Tinguely, scultore svizzero (n. 1925)
- 1992 - Hideo Gosha, regista giapponese (n. 1929)
- 1992 - Ernst Ihbe, pistard tedesco (n. 1913)
- 1992 - Olena Ivanivna Kazymyrčak-Polons'ka, astronoma ucraina (n. 1902)
- 1992 - Rubén Uriza, cavaliere messicano (n. 1920)
- 1993 - Pietro Buzano, matematico italiano (n. 1911)
- 1993 - Isaurinha Garcia, cantante brasiliana (n. 1923)
- 1993 - Richard Jordan, attore statunitense (n. 1937)
- 1994 - Lindsay Anderson, regista britannico (n. 1923)
- 1994 - Filippo Zappata, ingegnere aeronautico italiano (n. 1894)
- 1995 - Agepê, cantante e compositore brasiliano (n. 1942)
- 1995 - Fischer Black, economista statunitense (n. 1938)
- 1995 - Nikolaj Kuznecov, pallanuotista sovietico (n. 1931)
- 1995 - Sterling Morrison, chitarrista e bassista statunitense (n. 1942)
- 1995 - Lajos Tóth, cestista e allenatore di pallacanestro ungherese (n. 1932)
- 1996 - Laura Adani, attrice italiana (n. 1913)
- 1996 - Alfredo B. Crevenna, regista e sceneggiatore messicano (n. 1914)
- 1996 - Dunc Gray, pistard australiano (n. 1906)
- 1996 - Cordell Hickman, attore statunitense (n. 1932)
- 1996 - José Toribio Merino, ammiraglio e politico cileno (n. 1915)
- 1996 - Josef Müller-Brockmann, designer svizzero (n. 1914)
- 1996 - Christine Pascal, attrice, regista e scrittrice francese (n. 1953)
- 1996 - José Sacía, calciatore e allenatore di calcio uruguaiano (n. 1933)
- 1996 - Goliarda Sapienza, scrittrice, attrice e partigiana italiana (n. 1924)
- 1997 - Ernest Wilimowski, calciatore tedesco (n. 1916)
- 1997 - Veselin Đuranović, politico montenegrino (n. 1925)
- 1999 - Raymond Poivet, fumettista francese (n. 1910)
- 1999 - Carlo Raspagni, liutaio italiano (n. 1925)
- 1999 - István Timár-Geng, cestista ungherese (n. 1923)
- 2000 - Francisco Dantas, attore lituano (n. 1911)
- 2000 - Joseph H. Lewis, regista statunitense (n. 1907)
- 2000 - Willie Maddren, allenatore di calcio e calciatore inglese (n. 1951)

## XXI secolo(119)
- 2001 - Juan Acuña, calciatore spagnolo (n. 1923)
- 2001 - Sandro Angelini, architetto, illustratore e incisore italiano (n. 1915)
- 2001 - Julie Bishop, attrice statunitense (n. 1914)
- 2002 - Biagio Brancato, pittore, scultore e incisore italiano (n. 1921)
- 2002 - Andy Johnson, cestista statunitense (n. 1932)
- 2002 - Sharif Zaid Ibn Shaker, generale e politico giordano (n. 1934)
- 2002 - J. Lee Thompson, regista, sceneggiatore e produttore cinematografico britannico (n. 1914)
- 2003 - Charles Bronson, attore statunitense (n. 1921)
- 2003 - Donald Davidson, filosofo statunitense (n. 1917)
- 2003 - Stan Szukala, cestista statunitense (n. 1918)
- 2004 - Willie Duff, calciatore scozzese (n. 1935)
- 2004 - Derek Johnson, mezzofondista e velocista britannico (n. 1933)
- 2004 - Mario Levrero, scrittore, fotografo e fumettista uruguaiano (n. 1940)
- 2004 - Fred Lawrence Whipple, astronomo statunitense (n. 1906)
- 2005 - Stéphane Bruey, calciatore francese (n. 1932)
- 2005 - Teo Cruz, cestista portoricano (n. 1942)
- 2005 - Jakup Halil Mato, docente e critico letterario albanese (n. 1936)
- 2005 - Piero Ottaviano, presbitero italiano (n. 1938)
- 2005 - Mary Percy Schenck, costumista statunitense (n. 1917)
- 2005 - Hendrikje van Andel-Schipper, supercentenaria olandese (n. 1890)
- 2006 - Roberto Conti, matematico italiano (n. 1923)
- 2006 - Glenn Ford, attore canadese (n. 1916)
- 2006 - Nagib Mahfuz, scrittore, giornalista e sceneggiatore egiziano (n. 1911)
- 2006 - Joseph Otwori, mezzofondista e maratoneta keniota (n. 1969)
- 2007 - János Börzsei, calciatore ungherese (n. 1921)
- 2007 - Franco Carlini, giornalista e saggista italiano (n. 1944)
- 2007 - Raffaele Crovi, scrittore, giornalista e poeta italiano (n. 1934)
- 2007 - Michael Jackson, scrittore inglese (n. 1942)
- 2007 - Igor' Novikov, pentatleta sovietico (n. 1929)
- 2007 - Edelvis Rodríguez, cestista argentina
- 2007 - Antonio Santori, poeta e saggista italiano (n. 1961)
- 2007 - Charles Vanik, politico statunitense (n. 1913)
- 2007 - José Luis de Vilallonga, scrittore e attore spagnolo (n. 1920)
- 2008 - Pasquale Africano, personaggio televisivo e attore italiano (n. 1944)
- 2008 - Guy David, allenatore di calcio e calciatore francese (n. 1947)
- 2008 - Killer Kowalski, wrestler canadese (n. 1926)
- 2008 - Enzo Loni, calciatore italiano (n. 1920)
- 2008 - Dante Rossi, politico e sindacalista italiano (n. 1919)
- 2008 - Ernesto Segura de Luna, dirigente sportivo e avvocato spagnolo (n. 1922)
- 2009 - Alberto Cianchi, dirigente sportivo e politico italiano (n. 1927)
- 2009 - Andrea Di Martino, botanico italiano (n. 1926)
- 2010 - Pedro Cambareri, allenatore di calcio e calciatore argentino (n. 1940)
- 2010 - Alain Corneau, regista francese (n. 1943)
- 2010 - Patrick Dougherty, vescovo cattolico australiano (n. 1931)
- 2010 - Franco Ferrucci, scrittore e traduttore italiano (n. 1936)
- 2010 - Giuseppe Reina, avvocato e politico italiano (n. 1928)
- 2010 - Francisco Varallo, calciatore e allenatore di calcio argentino (n. 1910)
- 2011 - Renato Bertacchini, giornalista e critico letterario italiano (n. 1921)
- 2011 - Radivoje Ognjanović, allenatore di calcio e calciatore jugoslavo (n. 1938)
- 2011 - João Carlos Batista Pinheiro, allenatore di calcio e calciatore brasiliano (n. 1932)
- 2011 - Holger Seebach, calciatore danese (n. 1922)
- 2012 - Bernardo Bonezzi, compositore spagnolo (n. 1964)
- 2012 - Carlos Larrañaga, attore spagnolo (n. 1937)
- 2012 - Gutta Sternbuch, insegnante polacca (n. 1917)
- 2012 - Gabriel Vahanian, teologo francese (n. 1927)
- 2013 - Raymond Cosby, calciatore maltese (n. 1931)
- 2013 - Seamus Heaney, poeta nordirlandese (n. 1939)
- 2013 - Lotfi Mansouri, direttore artistico e regista teatrale iraniano (n. 1929)
- 2013 - Klaus von See, storico tedesco (n. 1927)
- 2014 - Ferruccio Brandi, generale italiano (n. 1920)
- 2014 - Victoria Mallory, attrice e cantante statunitense (n. 1948)
- 2014 - Andrew V. McLaglen, regista e produttore cinematografico britannico (n. 1920)
- 2014 - Manuel Pertegaz, stilista spagnolo (n. 1918)
- 2014 - Victoria Santa Cruz, compositrice, coreografa e designer peruviana (n. 1922)
- 2015 - Adallo Magomedovič Aliev, poeta, scrittore e saggista russo (n. 1932)
- 2015 - Brad Anderson, fumettista statunitense (n. 1924)
- 2015 - Wes Craven, regista, sceneggiatore e produttore cinematografico statunitense (n. 1939)
- 2015 - Pierfranco Pastore, vescovo cattolico italiano (n. 1927)
- 2015 - Oliver Sacks, neurologo e scrittore britannico (n. 1933)
- 2015 - Héctor Silva, calciatore uruguaiano (n. 1940)
- 2015 - David Williamson, barone di Horton, politico inglese (n. 1934)
- 2016 - Abu Muhammad al-'Adnani, militare e terrorista siriano (n. 1977)
- 2016 - Asia Ramazan Antar, militare e attivista curda (n. 1997)
- 2016 - Josip Bukal, calciatore e allenatore di calcio jugoslavo (n. 1945)
- 2016 - Věra Čáslavská, ginnasta cecoslovacca (n. 1942)
- 2016 - Marc Riboud, fotografo e fotoreporter francese (n. 1923)
- 2017 - Elmer Acevedo, calciatore salvadoregno (n. 1949)
- 2017 - Marjorie Boulton, scrittrice e esperantista britannica (n. 1924)
- 2017 - Louise Hay, scrittrice e editrice statunitense (n. 1926)
- 2017 - Károly Makk, regista e sceneggiatore ungherese (n. 1925)
- 2017 - Rollie Massimino, allenatore di pallacanestro statunitense (n. 1934)
- 2018 - Vittorio Buffoli, musicista e produttore discografico italiano (n. 1924)
- 2018 - Peter Frame, ballerino statunitense (n. 1957)
- 2018 - Jack Garrick, ittiologo neozelandese (n. 1928)
- 2018 - Iosif Kobzon, cantante russo (n. 1937)
- 2018 - Zohar Manna, informatico israeliano (n. 1939)
- 2018 - Vanessa Marquez, attrice statunitense (n. 1968)
- 2018 - Kendall Sheets, cestista statunitense (n. 1931)
- 2018 - David Watkin, storico dell'architettura inglese (n. 1941)
- 2019 - Franco Columbu, culturista, attore e powerlifter italiano (n. 1941)
- 2019 - Lamberto Giorgis, allenatore di calcio e calciatore italiano (n. 1932)
- 2019 - A. James Gregor, politologo e storico statunitense (n. 1929)
- 2019 - Valerie Harper, attrice e ballerina statunitense (n. 1939)
- 2019 - Hans Anders Rausing, imprenditore e filantropo svedese (n. 1926)
- 2019 - Anna Sharkey, attrice britannica (n. 1931)
- 2020 - Andrea Battistini, critico letterario e italianista italiano (n. 1947)
- 2020 - Franco Bellucci, artista italiano (n. 1945)
- 2020 - Claudio Cavina, controtenore, direttore di coro e direttore d'orchestra italiano (n. 1961)
- 2021 - Rollen Hans, cestista statunitense (n. 1931)
- 2021 - Maggie Mae, cantante tedesca (n. 1960)
- 2021 - Giuseppe Marchetti, critico letterario e giornalista italiano (n. 1934)
- 2021 - Robert David Steele, informatico statunitense (n. 1952)
- 2022 - Gheorghe Berceanu, lottatore rumeno (n. 1949)
- 2022 - Michail Gorbačëv, politico sovietico (n. 1931)
- 2022 - Don Lind, astronauta statunitense (n. 1930)
- 2022 - Gennaro Picinni, pittore italiano (n. 1933)
- 2022 - George Woods, pesista statunitense (n. 1943)
- 2023 - Josep Bazán, nuotatore e pallanuotista spagnolo (n. 1933)
- 2023 - Mohamed Al-Fayed, imprenditore egiziano (n. 1929)
- 2023 - Jack Sonni, chitarrista statunitense (n. 1954)
- 2023 - Piero Trapanelli, calciatore e allenatore di calcio italiano (n. 1924)
- 2023 - Aldo Turchiaro, pittore e illustratore italiano (n. 1929)
- 2024 - Saki Aida, sceneggiatrice giapponese (n. 1990)
- 2024 - Fatman Scoop, rapper e conduttore radiofonico statunitense (n. 1971)
- 2024 - Daniela Hodrová, scrittrice e critica letteraria ceca (n. 1946)
- 2024 - Shridath Ramphal, politico e diplomatico guyanese (n. 1928)
- 2024 - Vittorio Silvestrini, fisico e scrittore italiano (n. 1935)
- 2024 - Tūheitia Paki, sovrano neozelandese (n. 1955)
- 2024 - Robertas Žulpa, nuotatore e traduttore sovietico (n. 1960)

## Senza anno specificato(2)
- Agilo, monaco cristiano, abate e missionario francese
- Pietro Orseolo d'Ungheria, re ungherese (n. 1011)